# Société des peintres orientalistes français
 (août 2016).
Si vous disposez d'ouvrages ou d'articles de référence ou si vous connaissez des sites web de qualité traitant du thème abordé ici, merci de compléter l'article en donnant les références utiles à sa vérifiabilité et en les liant à la section « Notes et références ».
La Société des peintres orientalistes français était une association et une institution artistique française, fondée en 1893 et dissoute en 1961, dont le but était de « favoriser les études artistiques conçues sous l'inspiration des pays et des civilisations d'Orient et d'Extrême-Orient ». Elle tenait un salon annuel dont les locaux changeront plusieurs fois. En 1897 elle créa une récompense, la médaille de vermeil, destinée à un jeune artiste résidant en Afrique Française.

## Historique
Parmi ses fondateurs, on trouve Maurice Bompard, Eugène Girardet, Étienne Dinet, Louis-Auguste Girardot ou encore Paul Leroy. 
Jean-Léon Gérôme et Jean-Joseph Benjamin-Constant sont nommés présidents d'honneur. Léonce Bénédite est nommé président et le restera jusqu'à sa mort en 1925. 
Le « Salon des peintres orientalistes français » était annuel, et eut une seule interruption pendant la Première Guerre mondiale ; sa dernière exposition s'est tenue en 1948. 
En 1897, elle crée la médaille de Vermeil, destinée à récompenser le travail d'un jeune artiste résidant en Afrique Française. Alcide Bariteau en sera le premier bénéficiaire grâce à ses vues de Bou-Saâda.
La Société des peintres orientalistes français participe aux expositions universelles et aux expositions coloniales et connaît son âge d'or en 1913 avec plus d'un millier œuvres présentées. 
Elle jouissait d'un rayonnement important puisqu'elle était chargée par le gouvernement général de l'Algérie, de l'attribution du prix de la Villa Abd-el-Tif, nommé prix Abd-el-Tif.
Elle a contribué de manière significative à la formation des artistes ainsi qu'à la diffusion des connaissances sur l'art de l'Afrique du Nord, de l'Afrique, du Levant et même de l'Extrême-Orient. Elle s'est trouvée en concurrence avec la Société coloniale des artistes français, fondée en 1908 par Louis Dumoulin.
L'ouvrage cité en référence est le répertoire des exposants de la Société. Il donne la liste complète des œuvres présentées aux expositions.